# Schloss Condé

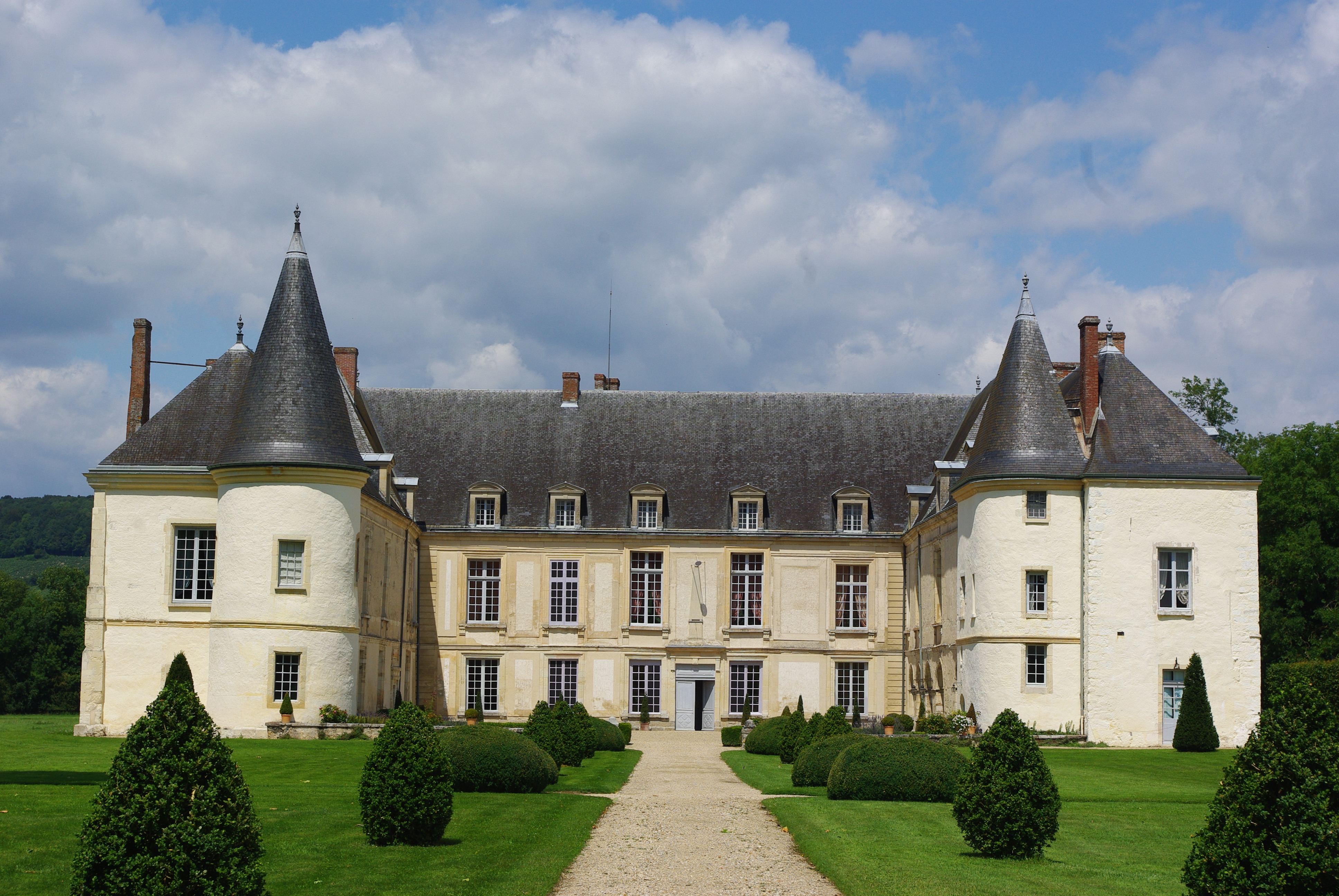
Schloss Condé

Das Schloss Condé befindet sich in der französischen Kleinstadt Condé-en-Brie im Département Aisne. Sein Name geht auf das keltische Wort condatum zurück, das Zusammenfluss bedeutet und sich auf den nahe gelegenen Zusammenfluss der Dhuis und des Surmelin bezieht. Louis I. de Bourbon wählte seinen Titel Prince de Condé nach der Herrschaft, deren Mittelpunkt dieses Schloss war.
Das dreiflügelige Gebäude formiert sich um einen Ehrenhof und wird von einem großen Park mit dreihundertjährigen Bäumen umgeben. Die Anlage steht mitsamt ihrer Inneneinrichtung seit Oktober 1979 unter Denkmalschutz und befindet sich in Privatbesitz. Sie kann jedoch während einiger Monate im Jahr besichtigt werden.

## Geschichte
Wahrscheinlich auf den Fundamenten eines gallo-römischen Landguts wurde eine erste Burg erbaut. Unter dem heutigen Bodenbelag des Schlosses existiert noch immer ein Pflaster aus römischer Zeit. Erster bekannter Burgherr war Jean de Montmirail, dessen Tochter Marie Enguerrand III. de Coucy heiratete und die Burg an die Familie ihres Ehemanns brachte. Enguerrand III. ließ 1200 einen ersten Wehrturm am Ort des heutigen Schlosses errichten, dessen zwei Meter dicke Mauern teilweise noch erhalten sind.

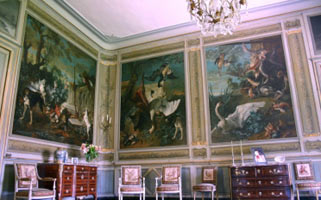
Schlossraum mit Gemälden von Jean-Baptiste Oudry

Marie de Coucy, letzter Spross der Familie von Coucy, heiratete 1400 den Grafen von Bar und brachte das Schloss an seine Familie. Ebenfalls durch Heirat kam es anschließend in den Besitz des Hauses Luxemburg, von dem es wiederum 1487 mit Maria von Luxemburg an die damaligen Grafen von Vendôme kam, weil sie François de Bourbon, comte de Vendôme geheiratet hatte. Ihr Sohn Louis, Kardinal und Erzbischof von Sens, ließ die Gebäude im 16. Jahrhundert zu einer geschlossenen Vierflügelanlage im Stil der Renaissance umbauen, von der heute nur noch zwei Torhäuser erhalten sind. Louis’ Neffe, Louis I. de Bourbon, prince de Condé, verbrachte einen Teil seiner Kindheit dort und es inspirierte ihn dazu, den Titel eines Fürsten von Condé (französisch: Prince de Condé) anzunehmen, nachdem er Herrschaft und Schloss 1556 geerbt hatte.

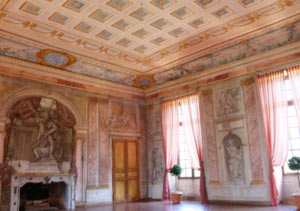
Ein von Giovanni Niccolò Servandoni gestalteter Schlosssaal

Bis 1624 blieb das Schloss im Besitz der Condé-Familie. In jenem Jahr heiratete Marie de Bourbon-Condé Thomas Franz von Savoyen-Carignan aus dem Haus der Herzöge von Savoyen und brachte es mit in die Ehe. Als ihr Enkel Viktor Amadeus von Savoyen-Carignan Schlossherr war, ließ Ludwig XIV. die Anlage – wie alle französischen Besitzungen der Familie von Savoyen – 1711 konfiszieren, da Viktors Cousin Eugen von Savoyen während des Spanischen Erbfolgekriegs auf der Seite der antifranzösischen Allianz kämpfte. Nachdem es unter Sequestration gestellt worden war, wurden im Schloss bis 1719 militärische Truppen untergebracht, ehe es in heruntergekommenem Zustand an Jean-François Leriget, marquis de La Faye, einen Ratgeber des Königs, verkauft wurde.
Leriget beauftragte Giovanni Niccolò Servandoni, einen der Architekten des Palazzo Farnese, damit, das alte Renaissanceschloss im Stil des Barock umzubauen. Servandoni ließ dazu nicht nur einen der vier Gebäudeflügel abreißen, um eine bessere Beleuchtung der Räume zu gewährleisten, sondern ließ auch die Fassade vollkommen symmetrisch gestalten. Auch berief er Künstler wie Antoine Watteau, François Boucher und Jean-Baptiste Oudry für die Umgestaltung des Schlossinneren nach Condé.
Durch Heirat von Lerigets Großnichte kam die Schlossanlage an die Grafen von La Tour du Pin, die es 1814 an die Familie de Sade vererbten. Letztere besaß das Schloss bis 1983 und rettete es nach schweren Beschädigungen während der beiden Weltkriege durch Reparaturen und teilweisen Wiederaufbau vor dem endgültigen Ruin. Seit es die Familie Pasté de Rochefort gekauft hat, lassen es die neuen Besitzer kontinuierlich restaurieren.